# Joe South
Joseph Alfred Souter, noto come Joe South (Atlanta, 28 febbraio 1940 – Buford, 5 settembre 2012), è stato un cantautore e chitarrista statunitense.

## Biografia
Nato ad Atlanta il 28 febbraio 1940. Il suo primo singolo discografico è The Purple People Eater Meets the Witch Doctor, datato 1958, l'anno de L'ultima battaglia del generale Custer.
Nella natale Atlanta viene poi accompagnato nel suo percorso artistico da Bill Lowery, lavorando con lui alla National Recording Corporation (NRC).
Negli anni successivi ha collaborato all'album Blonde on Blonde di Bob Dylan come chitarrista e bassista. Inoltre, sempre come musicista, ha lavorato in studio con Tommy Roe, Aretha Franklin.
Tra gli altri suoi maggiori successi vi sono Games People Play, Fool Me e Walk a Mile in My Shoes, con quest'ultima reinterpretata da Elvis Presley.
Ha lavorato in diversi ruoli con Gene Vincent, Lynn Anderson, Johnny Cash, Freddy Weller, Jeannie C. Riley, Loretta Lynn, Carol Burnett, Andy Williams, Dottie West e Billy Joe Royal. Per quest'ultimo ha scritto tra l'altro il brano Hush, reinterpretato e portato al successo soprattutto dai Deep Purple. Per Lynn Anderson ha scritto la hit (I Never Promised You A) Rose Garden
Nel 1970 ha ottenuto il Grammy Award alla canzone dell'anno (Games People Play) ed ha ricevuto la candidatura anche ai Grammy Awards 1972 per Rose Garden.
Nei primi anni '70 entra in depressione dopo il suicidio di suo fratello Tommy. Tuttavia continua a incidere dischi e a lavorare saltuariamente in studio, producendo anche brani di Billy Joe Royal, Sandy Posey e Friend and Lover.
All'età di 72 muore a causa di un infarto nella sua casa di Buford (Georgia).

## Discografia parziale
- Introspect (1969)
- Games People Play (1969)
- Don't It Make You Want to Go Home? (1970)
- Greatest Hits (1970)
- Joe South (1971)
- Joe South Story (1971)
- So the Seeds Are Growing (1971)
- A Look Inside (1972)
- Midnight Rainbows (1975)
- You're the Reason (1976)